# Beno Udrih
Beno Udrih, slovenski košarkar, * 5. julij 1982, Celje.
Prvič se je kot športnik, košarkar branilec predstavil širši javnosti leta 1997 v 2. slovenski košarkarski ligi. Naslednja tri leta je uspešno igral v 1. ligi. 
Udrih je košarkar, ki meče z levo roko in prihaja iz košarkarske družine. Njegov oče Silvo je igral za Košarkarski klub Pivovarna Laško. Njegov brat Samo Udrih, tudi slovenski reprezentant, je igral za različne klube v Evropi. kariero zaključuje v domačih krajih. 
Od leta 2000 je Beno večkrat igral za slovensko reprezentanco. 
V sezoni 2002-2003 je igral za Maccabi iz Tela Aviva. Naslednjo sezono je igral pri klubih Avtodor Saratov v Rusiji in Breil Milano v Italiji. V tej sezoni se je prijavil na NBA izbor igralcev kjer so ga nato kot 28. izbrali San Antonio Spursi. Že v prvi ameriški sezoni je služil kot ključni drugi organizator igre, takoj za Tonyjem Parkerjem. Dobil je nagrado za najboljšega novinca meseca (Rookie of the month award). Izbran je bil celo v ekipo novincev za tekmo All-star. 
V sezoni 2005-2006 se je njegova minutaža močno znižala, saj so Spursi podpisali z Nickom Van Exlom. Po All-staru v Houstonu pa spet zvišala, saj se je Van Exel poškodoval. To je trajalo vse do končnice kjer je spet imel majhno minutažo. Nato je ob koncu sezone 2008 kot posojeni igralec igral pri drugem NBA moštvu, Minnesota Timberwolves, kjer je s svojimi predstavami navdušil vodstvo Sacramento Kingsov. Tam je igral do 23. junija 2011, ko je bil zamenjan v ekipo Milwaukee Bucks, kot del dogovora med Kingsi, Charlotte Bobcatsi, in Bucksi. 
Beno je pri San Antoniu nosil številko 14, čeprav si je želel številko 9, ki jo v klubu nosi Tony Parker. Selitve so se nadaljevale, v sezoni 2013/14 je začel pri New York Knicksih, ki pa so ga, ker niso bili zadovoljni z njegovim učinkom, prodali Grizlijem iz Memphisa, kjer je igral kot druga menjava. Zaradi izločitve Nicka Calathesa (doping), je dobival v play offu nekaj več možnosti. V sezoni 2015/16 je v večji zamenjavi prišel na Florido, k Miami Heathom. Uspešno je sodeloval z rojakom Goranom Dragićem. Po poškodbi februarja 2016 ga je klub izplačal in je bil prost igralec. Poškodovani košarkar  je rabil več mesecev za zdravljenje poškodbe. Miami ga je za kratek čas znova najel in pred začetkom sezone 2016/17 odpustil. Udrih si je hitro našel nov klub, Detroit Pistons. Kljub njegovim izkušnjam ga je ta klub oktobra 2017 razglasil za prostega igralca. Pred Božičem 2017 je sprejel ponudbo novega kluba, Žalgirisa iz Litve. Tam uspešno nadaljuje kariero izkušenega veterana. Igral je na turnirju Final four v letu 2018.     
Na reprezentančnem dresu je nosil tako želeno številko 9, vendar pa je na velikih prvenstvih nazadnje igral za reprezentanco na SP 2006, potem pa so mu priložnost zaigrati za domovino vzeli klub in poškodbe. Zaradi zavrnitve nastopanja za reprezentanco v domovini pri nekaterih navijačih ni priljubljen. Kljub manjši priljubljenosti med domačimi navijači je Beno Udrih po številu osvojenih prstanov, po dolžini igranja v NBA in po zaslužku eden najuspešnejših slovenskih košarkarjev vseh časov.  